# John Bush
Pour les articles homonymes, voir Bush.
John Bush (né le 24 août 1963 à Los Angeles) est le chanteur de Armored Saint et un des chanteurs du groupe de Thrash metal Anthrax.